# Can't Cry Anymore
 (septembre 2023).
La mise en forme du texte ne suit pas les recommandations de Wikipédia : il faut le « wikifier ».
Les points d'amélioration suivants sont les cas les plus fréquents :
- Les titres sont pré-formatés par le logiciel. Ils ne sont ni en capitales, ni en gras.
- Le texte ne doit pas être écrit en capitales (les noms de famille non plus), ni en gras, ni en italique, ni en « petit »…
- Le gras n'est utilisé que pour surligner le titre de l'article dans l'introduction, une seule fois.
- L'italique est rarement utilisé : mots en langue étrangère, titres d'œuvres, noms de bateaux, etc.
- Les citations ne sont pas en italique mais en corps de texte normal. Elles sont entourées par des guillemets français : « et ».
- Les listes à puces sont à éviter, des paragraphes rédigés étant largement préférés. Les tableaux sont à réserver à la présentation de données structurées (résultats, etc.).
- Les appels de note de bas de page (petits chiffres en exposant, introduits par l'outil «  Source ») sont à placer entre la fin de phrase et le point final[comme ça].
- Les liens internes (vers d'autres articles de Wikipédia) sont à choisir avec parcimonie. Créez des liens vers des articles approfondissant le sujet. Les termes génériques sans rapport avec le sujet sont à éviter, ainsi que les répétitions de liens vers un même terme.
- Les liens externes sont à placer uniquement dans une section « Liens externes », à la fin de l'article. Ces liens sont à choisir avec parcimonie suivant les règles définies. Si un lien sert de source à l'article, son insertion dans le texte est à faire par les notes de bas de page.
- La présentation des références doit suivre les conventions bibliographiques. Il est recommandé d'utiliser les modèles {{Ouvrage}}, {{Chapitre}}, {{Article}}, {{Lien web}} et/ou {{Bibliographie}}. Le mode d'édition visuel peut mettre en forme automatiquement les références.
- Insérer une infobox (cadre d'informations à droite) n'est pas obligatoire pour parachever la mise en page.

Pour une aide détaillée, merci de consulter Aide:Wikification.
Si vous pensez que ces points ont été résolus, vous pouvez retirer ce bandeau et améliorer la mise en forme d'un autre article.
Singles de Sheryl Crow
Strong Enough
(1994) If It Makes You Happy
(1996)
Clip vidéo
(en) [vidéo] « « Can't Cry Anymore » (officiel)(réalisation : Elizabeth Bailey) », sur YouTube
Pistes de Tuesday Night Music Club
Strong Enough
(3) Solidify
(5)
« Can't Cry Anymore » est une chanson de l'artiste américaine Sheryl Crow extraite de son premier album, Tuesday Night Music Club (1993), via A&M Records. Le titre constitue la quatrième piste de l'album et paraît en single en 1995.
La chanson atteint la 36e place du Billboard Hot 100 américain, devenant ainsi le troisième succès de Sheryl Crow dans le top 40. Au Canada, la chanson s'installe à la troisième place pour devenir le troisième succès consécutif de Sheryl Crow sur le podium, après les singles numéro un « All I Wanna Do » et « Strong Enough ». Ailleurs, la chanson connaît un succès plus refréné, atteignant la 33e place au Royaume-Uni et la 41e en Australie.
Ce titre est mis en images dans un clip vidéo réalisé par Elizabeth Bailey.

## La linguistique du titre

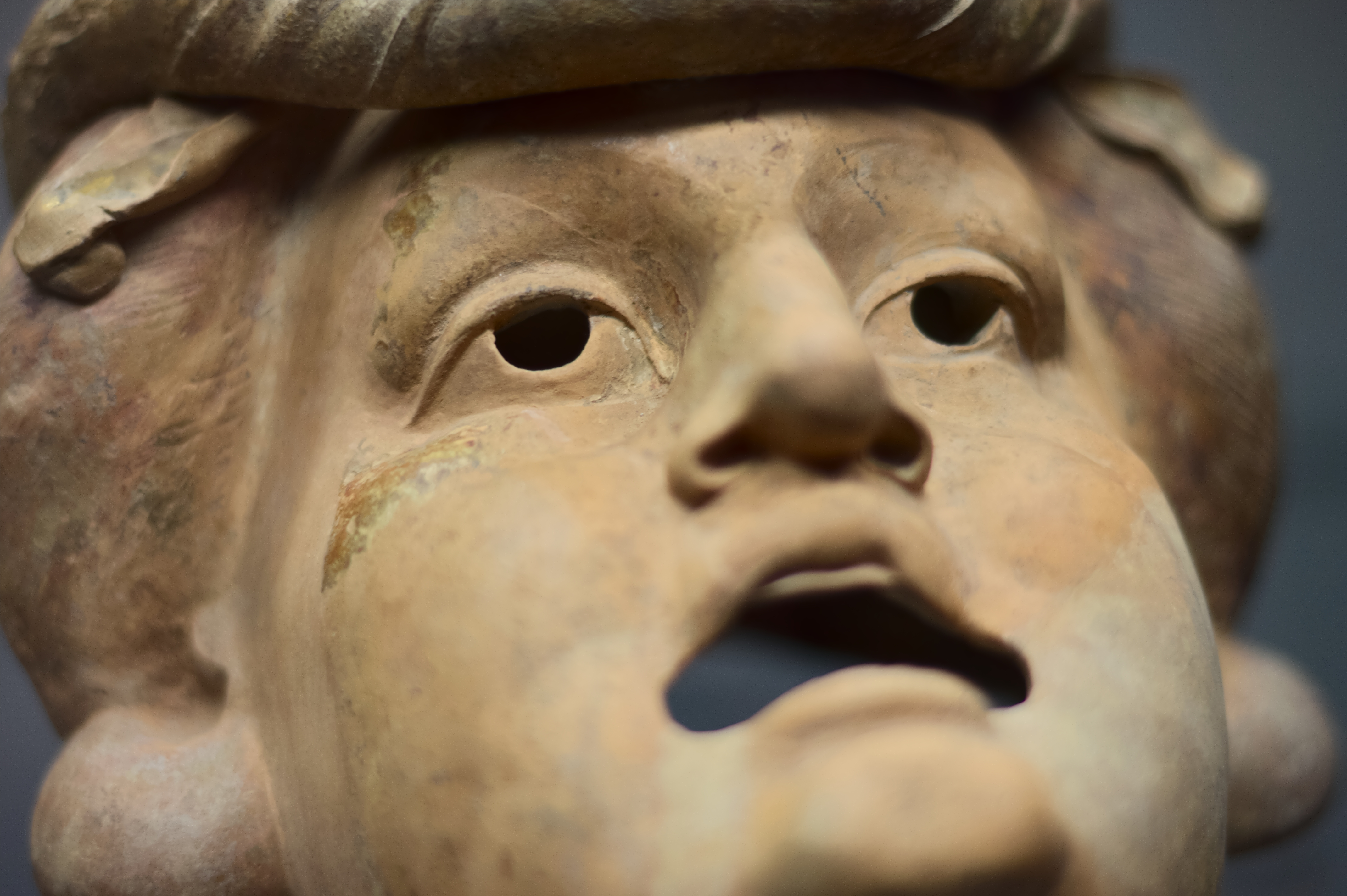
♫J'en ai fini de pleurer... (Sheryl Crow) -- Masque de théâtre antique (Photographie : Nicolas Vollmer, 8273708463)

« Can't Cry Anymore » prononcé en anglo-américain : [kænt kraɪ ˌeniˈmɔ:r] peut se traduire, d'une manière sourcière, par (je) ne peux plus pleurer,  (je) n'arrive plus à pleurer ou bien de façon plus cibliste : Fini, les larmes à verser.

## Le regard de la critique
Greg Kot du Chicago Tribune trouve que « Can't Cry Anymore » présente des similarités avec « Honky Tonk Women » des Rolling Stones.
Steve Baltin du magazine Cash Box écrit que « la chanteuse devrait poursuivre sa formidable lancée grâce à ce titre à saveur pop uptempo. Un brin moins orienté rock que le premier single « Leaving Las Vegas », « Can't Cry Anymore » semble convenir parfaitement au top 40, et peut-être aux stations à succès plutôt modern rock, ce qui reste toutefois un essai à transformer, mais le chemin vers le top dix pour ce genre de ritournelle estivale bien plaisante semble incontournable,.

## Clip musical
Réalisé par Elizabeth Bailey, le clip vidéo alterne les images en couleurs et en noir et blanc. Telles des instantanés, ces images sont captées à différents moments de ce qui semble être une tournée et montées pêle-mêle. Ainsi peut-on y voir Sheryl Crow et son équipe à divers moments dans divers décors et situations liés à la vie en tournée, des coulisses, une route, des extraits de concert, une arrivée dans un hôtel, des mises en place techniques, des répétitions...
On y voit également Sheryl Crow jouer de divers instruments : guitare acoustique, guitare électrique, synthétiseur et accordéon.

## Disponibilités du titre
| Single 45t (Modèle:Nobrité) et cassette 2-titres US, 1. « Can't Cry Anymore » (version LP) – 3:41 2. « We Do What We Can » (version LP) – 5:38 Single CD US et Australie, 1. « Can't Cry Anymore » (version LP) – 3:41 2. « No One Said It Would Be Easy » (live at the Empire, 6 juin 1994) – 6:52 3. « What I Can Do for You » (live at the Empire, 6 juin 1994)) – 7:17 4. « I Shall Believe » (live at the Empire, 6 juin 1994)) – 7:31 Single CD Europe 1. « Can't Cry Anymore » – 3:41 2. « I Shall Believe » (live at the Empire, June 6, 1994) | CD1 et single cassette Royaume-Uni, 1. « Can't Cry Anymore » 2. « All I Wanna Do » (remix) 3. « Strong Enough » (version radio US) 4. « We Do What We Can » CD2 Royaume-Uni 1. « Can't Cry Anymore » 2. « What I Can Do for You » (live at the Borderline) 3. « No One Said It Would Be Easy » (live in Nashville) 4. « I Shall Believe » (live at the Empire, June 6, 1994) |